# Olga Núñez Abaunza
Olga Núñez Abaunza, född 1920, död 1971, var en nicaraguansk politiker. Hon var vice utbildningsminister 1950–1956, och därmed sitt lands första kvinnliga minister, och blev 1957 sitt lands första kvinnliga parlamentariker. 
I Nicaragua stöddes kvinnorörelsens krav på rösträtt tidigt av familjen Somozas liberala parti, som 1955 biföll kvinnorörelsens krav på kvinnlig rösträtt, varefter kvinnorörelsen och landets feminister under ledning av Olga Nunez organiserades in i partistrukturen och blev Somozaregimens lojalister.